# 한국이산화탄소포집및저장협회
한국이산화탄소포집및저장협회(Korea Carbon Capture and Storage Association ; KCCSA)는 세계적인 이슈인 온실가스 감축에서 2050년까지 세계 온실가스 감축량의 약 20%를 CCS(Carbon Capture and Storage)가 담당할 것으로 전망됨에 따라 CCS의 보급 확산 및 수출산업화를 위한 정책 수립 지원을 위하여 설립된 기관이다. 한국이산화탄소포집및저장협회장은 한국전력공사 사장이 겸임하고 있다. 서울특별시 관악구 관악로 1 서울대학교 311동 (화학공정신기술연구소)에 소재하고 있다.

## 연혁
- 2008년 8월      건국60주년 이명박 대통령 광복절 축사 "저탄소 녹색 성장" 비전 제시
- 2009년 1월      국가과학기술위원회가 "녹색기술 연구개발 종합대책"의 27대 중점 육성기술 중 하나로 CCS 기술을 선정
- 2010년 2월      녹색성장위원회가 녹색성장 7대 실천과제 발표. 10대 핵심녹색기술로써 CCS 제시
- 2010년 7월      제8차 녹색성장위원회 보고대회를 통하여 "국가 CCS종합추진계획" 발표, 지식경제부 산하 CCS 협회 구상계획 포함
- 2010년 9월      KCCS 설립추진위원회 결성
- 2010년 11월 22일 한국이산화탄소포집및저장협회 창립총회 개최[4]

## 주요 업무
- CCS 상용화/산업화 지원
- CCS의 실증 및 상용화/산업화 R&D 전략 기획 및 평가
- CCS 보급 확산 및 수출 산업화 지원

## 조직

### 상근부회장

#### 사무국
- 전략기획
- 보급확산
- 정책홍보
- 국제협력

## 임원사

### 회장사
- 한국전력공사

### 부회장사
- 한국남동발전
- 한국중부발전
- 한국서부발전
- 한국남부발전
- 한국동서발전
- 한국석유공사
- 포스코건설
- KC코트렐
- 한국전력기술
- 두산중공업

## 회원사

### 정회원
- 현대중공업
- GS건설
- 두웰테크놀로지
- 동부제철
- 인벤시스코리아
- 한국지역난방공사
- 삼성엔지니어링
- 대림산업
- STX종합기술원

### 특별회원
- 한국산업안전보건공단
- 삼성엔지니어링
- 호남석유화학
- (주)에이드
- 아즈펜텍(한국지사)
- 한국과학기술원
- 한국해양과학기술원
- 한국기계연구원
- 한국에너지기술연구원
- 한국지질자원연구원
- 한국화학연구원
- 한국환경정책평가연구원
- 강원대학교
- 경희대학교
- 고려대학교
- 광운대학교
- 군산대학교
- 동국대학교
- 명지대학교
- 부경대학교
- 서강대학교
- 서울대학교
- 수원대학교
- 숭실대학교
- 아주대학교
- 연세대학교
- 영남대학교
- 전남대학교
- 충남대학교
- 충주대학교
- 포항공과대학교
- 한국해양대학교

## 같이 보기
- 한국이산화탄소포집및처리연구개발센터